# 囊球黏菌属
囊球黏菌属为原囊黏菌科的一属细菌。该属的模式种且为唯一种为碟形囊球黏菌（Angiococcus disciformis）。

## 下属物种
本属包括以下物种：
- 碟形囊球黏菌 Angiococcus disciformis (Thaxter, 1904) Hook et al., 1980